# فرودگاه بول
فرودگاه بول (به انگلیسی: Bol Airport) (به زبان بومی: Brač Airport) یک فرودگاه همگانی با کد یاتا BWK است که یک باند فرود آسفالت دارد و طول باند آن ۱۴۴۰ متر است. این فرودگاه در کشور کرواسی قرار دارد و در ارتفاع ۵۴۱ متری از سطح دریا واقع شده‌است.

## شرکت‌های هواپیمایی و مقصدهای پروازی
| شرکت‌های هواپیمایی | مقصدهای پروازی                    |
| ----------------- | --------------------------------- |
| هواپیمایی کرواسی  | فصلی: زاگرب چارتر فصلی: گراتس     |
| چک ایرلاینز       | چارتر فصلی: اینسبروک، وین         |
| میسترال ایر       | چارتر فصلی: باری، ناپل            |
| TUI fly Belgium   | فصلی: بروکسل چارتر فصلی: دول–یورا |